# Сильвестр (Малышев)
Епископ Селивестр (Сильвестр, в миру Савва Тимофеевич Малышев или Малыгин; ум. 14 июня 1906, урочище Полоса, Клинцовский уезд, Черниговская губерния) — епископ Древлеправославной Церкви Христовой (старообрядцев, приемлющих белокриницкую иерархию), епископ Новозыбковский и Балтский.

## Биография
Родом из посёлка Митьковки Черниговской губернии (ныне Климовский район Черниговской области). В молодости проживал близ города Клинцы в старообрядческом монастыре во имя святого Иоанна Предтечи, называемом также «Полoca».
Был учеником и близким другом автора «Окружного послания» Илариона Кабанова.
По ходатайству Ксеноса иеродиакона Савву рукоположили во епископы на Балтскую епархию. Хиротония состоялась 19 ноября 1875 года архиепископом Московским и Владимирским Антонием (Шутовым), епископами Пафнутием, Савватием, Амвросием и Виктором.
С 30 апреля по 1 сентября 1881 года епископом Сильвестром была осуществлена широкомасштабная поездка по Балтской епархии, официально охватившая 16 населённых пунктов, причём Киев в качестве перевалочной базы посещался 5 раз.
Поездка сопровождалась повсеместным богослужением с обсуждением важнейших вопросов, касавшихся внутреннего устройства Балтской епархии. В связи с жестоким преследованием епископа Сильвестра властями поездка была сопряжена с повышенной степенью риска.
На соборе 1898 года был кандидатом на московский архиепископский престол.
Был одним из самых образованных старообрядческих иерархов своего времени.
Ушёл на покой вследствие паралича.
Скончался 14 июня 1906 года в Иоанно-Предтеченском монастыре в урочище Полоса (ныне Клинцовский район, Брянской области). Был удостоен особо торжественных похорон, в процессии принимало участие 4 епископа и многочисленные верующие.